# Лесли (Файф)
Лесли (англ. Leslie) — это крупная деревня, находящаяся на северном конце долины реки Левен, к западу от Гленротеса в Файфе. Согласно переписи 2006 года, население деревни составляет 3092 человека. В 1458 деревня была дарована баронским статусом Яковом II для Джорджа Лесли, который стал первым графом Роутсом. В 1865 году она была преобразована в полицейский городок.
Население гражданского прихода составляет 12 254 человека (в 2011 году).
Лесли — это поселение, в центре которого находится историческая Хай-стрит. Большая часть домов в Лесли построена в традиционном стиле, однако, на западе прослеживаются и современные строения. На главной улице находится множество общественных объектов, включая магазины, пабы, рестораны и стоматологический кабинет. В Лесли также находится начальная школа. Бывшая бумажная фабрика Феттыкил расположена в долине Левен, а исторический Лесли-Хаус, бывший величественный дом графов Роутсов, расположен на обширной территории к юго-востоку от деревни в Риверсайд-парке.

## История
Мало что известно об истории Лесли вплоть до 1300 года. Деревня, которая была названа в честь района, в котором проживал клан Лесли, произошла от Бартольфа или Бартоломью, который был венгерским или, возможно, фламандским торговцем, который, согласно легенде, прибыл в Шотландию с королевой Маргаритой, сестрой Эдгара Этелинга в 1057 году. Получив благосклонность мужа королевы Маргариты, Малькольма III, Бартольф стал губернатором Эдинбургского замка, был посвящен в рыцари и получил земли в Гариохе в Абердиншире, построив свою резиденцию в Лесли.
Хартия Вильгельма Льва между 1172 и 1190 годами представляла собой земли в Абердиншире, принадлежавшие Бартоломью, для передачи его потомку. В 1283 году Норман де Лесли (четвертый потомок Бартоломью) получил от Александра III земли «Феттикилл» или «Фиткилл». Поселение, известное как «Феттикилл», развивалось вокруг этих земель. В 1455 году поселение было переименовано в Лесли в честь сэра Джорджа Лесли. Баронский статус был присвоен в 1458 году Яковом II после сэра Джорджа Лесли, который стал 1-м графом Роутсом.
За это время семья начала приобретать известность. В 1667 году Джон Лесли, тогдашний Граф Роутс, был удостоен титула лорда-верховного канцлера Карла II, а в 1680 году стал известен как герцог Роутс. Между 1667 и 1674 годами был построен Лесли-Хаус для герцога Роутса, затем он стал резиденцией семьи Роутсов.
Основной отраслью промышленности было производство бумаги на Феттыкильской бумажной фабрике, управляемой Смитом Андерсоном, оно продолжилось и в 21 веке. Транспортировка сырья осуществлялась в основном по железной дороге, так как завод был связан с железной дорогой собственной железнодорожной веткой. Сырье привозилось и готовая продукция отправлялась паровозными отраслевыми товарными службами.
В деревне есть собственное 9-луночное поле для гольфа и общественный парк. Футбольный клуб Лесли, Хартс, играет в чемпионате «Любительской Футбольной ассоциации» королевства Файф, который базируется в Куорри-парке.